# Modas & Bordados
A Modas & Bordados foi uma revista portuguesa que esteve em circulação entre 1912 e 1977  dirigida ao público feminino da classe média e alta portuguesa. Integrava, como suplemento, o jornal diário O Século. Foi considerada uma das revistas femininas mais influentes do século XX. A redação e as oficinas de impressão da revista encontravam-se na Rua de O Século, número 43, em Lisboa. O suplemento variava inicialmente entre as 8 e 12 páginas e custava 2 réis.

## História
A primeira diretora da revista foi Isabelle Gazey de Carvalho (conhecida como Madame de Carvalho) e o editor Álvaro António Garcia. Inicialmente, a revista teve uma grande adesão, procurando cativar um público de classe média que pretendia replicar o modo de vida daqueles que eram mais abastados.
Em meados dos anos 20, Madame de Carvalho deixou de assumir funções como diretora, sendo substituída por pouco tempo por Helena de Aragão. Mais tarde, a nova responsável da publicação passou a ser Carolina Homem de Christo, introduzindo algumas mudanças na revista a nível de de formato e conteúdo. A publicação passou a surgir com mais secções.
Em outubro de 1926, Carolina Christo abandonou a direção da revista por motivos de saúde. A partir de 1928, por recomendação de Ferreira de Castro, Maria Lamas passou a assumir o cargo de diretora, acrescentando à revista conteúdo intelectual e apresentando temáticas relacionadas com uma nova representação da mulher, através da discussão de temas sociais associados diretamente à mulher, procurando colocar em causa a sua posição na sociedade conservadora e tradicional portuguesa durante o Estado Novo. Decidiu criar o Correio da Joaninha, em 1937, onde, sob o pseudónimo de Tia Filomena, era responsável pelas respostas do correio sentimental da Modas & Bordados. O nome do suplemento foi também alterado para Modas & Bordados. Vida Feminina, procurando aproximar-se e abordar problemas reais das mulheres portuguesas.
Com a demissão de Maria Lamas, foi Etelvina Lopes de Almeida quem assumiu a direção da revista, em 1947. A fase de direção de Etelvina Lopes de Almeida foi sobretudo marcada por uma mudança no tipo e na forma como a publicidade era apresentada. Surgiu na revista, por exemplo, publicidade a automóveis e anúncios no âmbito da higiene feminina.
Em 1974, a publicação passou a integrar a Empresa Pública dos Jornais Século e Popular. No ano seguinte foi Maria Antónia Fiadeiro quem assumiu a sua direção. A publicação passou por diversas mudanças quer a nível temático, quer no próprio nome, passando a ser Mulher, Modas e Bordados.
Nos dois anos seguintes, até ao encerramento definitivo da revista, foram apresentados artigos sobre a condição social da mulher, abordando temas como o aborto ou a contraceção e entrevistas a mulheres da política nacional.
A 6 de fevereiro de 1977, Manuel Alegre, Secretário de Estado para a Comunicação  Social, decretou a suspensão da revista devido à falta de lucros satisfatórios.

## Personalidades
A revista deu a conhecer o trabalho da poetisa Florbela Espanca quando, em março de 1916, publicou o soneto Crisântemos. A partir dessa data, Florbela colaborou frequentemente com a revista, oferecendo sonetos para publicação.